# Hrabia Peel

## Informacje ogólne
- Dodatkowymi tytułami hrabiego Peel są:
  - wicehrabia Peel
  - wicehrabia Clanfield
- Najstarszy syn hrabiego Peel nosi tytuł wicehrabiego Clanfield
- Rodową siedzibą hrabiów Peel jest Eelmire House niedaleko Ripon w północnym Yorkshire

Baroneci Peel of Clanfield
- 1800–1830: Robert Peel, 1. baronet
- 1830–1850: Robert Peel, 2. baronet
- 1850–1895: Robert Peel, 3. baronet
- 1895–1925: Robert Peel, 4. baronet
- 1925–1934: Robert Peel, 5. baronet
- 1934–1942: Robert Peel, 6. baronet

7. baronetem został 2. hrabia Peel
Wicehrabiowie Peel 1. kreacji (parostwo Zjednoczonego Królestwa)
- 1895–1912: Arthur Wellesley Peel, 1. wicehrabia Peel
- 1912–1937: William Robert Wellesley Peel, 2. wicehrabia Peel

Wicehrabiowie Peel 1. kreacji (parostwo Zjednoczonego Królestwa)
- 1929–1937: William Robert Wellesley Peel, 1. hrabia Peel
- 1937–1969: Arthur William Ashton Peel, 2. hrabia Peel
- 1969 -: William James Robert Peel, 3. hrabia Peel

Następca 3. hrabiego Peel: Ashton Robert Gerard Peel, wicehrabia Clanfield